# NGC 2211
NGC 2211 (другие обозначения — ESO 556-13, MCG −3-16-21, PGC 18794) — линзообразная галактика (SB0) в созвездии Большго Пса. Открыта Фрэнком Ливенвортом в 1885 году.
Этот объект входит в число перечисленных в оригинальной редакции «Нового общего каталога».